# Niwki (powiat tucholski)
Niwki – kolonia w Polsce, położona w województwie kujawsko-pomorskim, w powiecie tucholskim, w gminie Tuchola. Miejscowość jest częścią składową sołectwa Legbąd.
W latach 1975–1998 miejscowość położona była w województwie bydgoskim. Według Narodowego Spisu Powszechnego (III 2011 r.) liczyła 134 mieszkańców. Jest czternastą co do wielkości miejscowością gminy Tuchola.